# Maurício de Hesse
Mauríco de Hesse (Moritz Friedrich Karl Emmanuel Humbert Prinz und Landgraf von Hessen), (Cuneo, 6 de agosto de 1926 – Frankfurt am Main, 23 de maio de 2013) foi o filho do príncipe Filipe, Conde de Hesse e Chefe da Casa de Brabante e da Casa de Hesse.

## Biografia
O conde Maurício nasceu no Castello Reale di Racconigi, na Itália. É o filho mais velho do conde Filipe de Hesse-Cassel e da princesa Mafalda de Saboia. 
Os seus avós paternos são o conde Frederico Carlos de Hesse-Cassel, rei-eleito da Finlândia, e a princesa Margarida da Prússia. Os seus avós maternos são o rei Vítor Emanuel III da Itália e a princesa Helena de Montenegro. Entre os seus tios maternos contam-se o rei Humberto II da Itália e a princesa Joana de Saboia, esposa do czar Bóris III da Bulgária.
Durante a Segunda Guerra Mundial, a sua mãe, a princesa Mafalda ficou ferida durante um bombardeamento dos aliados em 1944 e acabaria por morrer no campo de concentração onde se encontrava detida.
O príncipe Luís de Hesse-Darmstadt, último chefe da linha de Hesse-Darmstadt, morreu em 1968, sendo sucedido pelo pai de Moritz nesta posição. É chefe da Casa de Hesse desde a morte de Filipe a 25 de outubro de 1980. É também o herdeiro semi-sálico de Carlos Magno.
Maurício foi um colecionador de arte conhecido mundialmente.

## Casamento e descendência
Maurício casou-se com a princesa Tatiana de Sayn-Wittgenstein-Berleburg no verão de 1964 em Giessen. O casal divorciou-se em 1974, tendo quatro filhos em comum:
- Mafalda Margarida de Hesse (nascida a 6 de julho de 1965), casada primeiro com Enrico dei Conti Marone Cinzano em 1989 de quem se divorciou em 1990. Casou-se depois com Carlo Galdo em 1991, de quem se divorciou em 1999 com duas filhas. Casou-se pela terceira vez com Ferdinando dei Conti Brachetti-Peretti em 2000 de quem tem dois filhos;
- Nicolau Henrique Donatus Filipe Humberto de Hesse (17 de outubro de 1966), casado com a condessa Floria de Feber-Castell em 2003 de quem tem um casal de gémeos nascidos em 2007;
- Helena Isabel Madalena de Hesse (nascida a 8 de novembro de 1967), tem uma filha ilegitima com Massimo Caiazzo nascida em 1999;
- Filipe Robin de Hesse (nascido 17 de setembro de 1970), casado com Laetitia Bechtolf em 2006 de quem tem uma filha nascida em 2006 e um filho nascido em 2008.